# Fejős Pál
Fejős Pál (Paul Fejos) (Budapest, 1897. január 24. – New York, USA, 1963. április 23.) magyar filmrendező, antropológus, forgatókönyvíró, kutató, egyetemi tanár.

## Életpályája
Fejős Dezső István (1865–1899) belügyminiszteri számtiszt és Novelli Berta Hajnalka gyermekeként született. Kecskeméten mint diákszínjátszó hívta fel magára a figyelmet. Az első világháború idején katona volt, majd vegyészhallgató lett. Művészi hajlamai azonban az Operaház díszletműhelyébe vonzották.  
1919-ben a Tanácskormány filmszcenikai ügyeit intézte. Később az Orient Film szcenikai főnöke, 1920-ban már a Mobil Filmvállalat főrendezője volt. 1921-ben házasságot kötött Mátyus Máriával, nyolc évvel később elváltak. 1923 végén az Egri csillagok című filmjének pénzügyi kudarca után elhagyta az országot. Bécsben Max Reinhardt, Berlinben Fritz Lang mellett dolgozott, majd az USA-ba ment. Itt 1923–1927 között a Rockefeller vegyészeti intézet vegyésztechnikusa volt. Közben tovább tanult és orvos-bakteriológus képesítést szerzett. 
1927-ben megtakarított pénzén Hollywoodban elkészítette Az utolsó pillanat című avantgardista alkotását, amelynek története egy öngyilkos víziójának tükrében mutatta be főszereplője sorsát. Az osztatlan siker nyomán az Universal Pictures gyár szerződtette. 1932-ben francia tőkével Magyarországon két filmet forgatott: Annabellával a főszerepben a Tavaszi záport, és az Ítél a Balaton címűt. 1933-ban Ausztriában rendezett, majd Dániában telepedett le, és a Nordisk cég számára dolgozott. 
Az 1930-as évek végén felhagyott a filmezéssel. Előbb a déltengerekre vezetett kutató-expedíciót és a Csütörtök-szigetek világát tanulmányozta, majd Latin-Amerika inka városaiban folytatott régészeti kutatásokat dán megbízásból. 1941-től a Wenner-Gren antropológiai tudományos alapítvány igazgatója, 1955-től elnöke volt. 1943-tól a Stanford Egyetemen tanított. 1949–1951 között a Yale Egyetem oktatója volt. 1955-ig a Columbia Egyetem kulturális antropológia tanára volt.

### Munkássága
Kezdeti munkái többnyire kalandtémájú szkeccsek voltak, de ezekben is megmutatkozott művészi igényessége. Egyedülálló kísérletképpen Mikófalván népi passiójáték megteremtésével próbálkozott. Jelentős alkotása még ebből a korszakból a Lonesome – A nagyváros mostohái (1928). Ez kisemberek életét dolgozta fel természetes egyszerűséggel, realista szándékkal, igen filmszerűen. Nemzetközi sikert aratott még Emberek a rács mögött – Szerelmes ördög (1931) című börtöndrámájával. Egyes filmjeinek forgatókönyvét maga írta. Az 1930-as évekből a dokumentáris munkák mellett egy thaiföldi expedíciós riport (Egy marék rizs; 1938) fűződik a nevéhez.
Az 1967-ben Pécsett megrendezett III. Magyar Játékfilmszemlén hét alkotásából összeállított, filmtörténetileg izgalmas retrospektív sorozatot vetítettek. A programban eredetileg hat alkotás szerepelt, azonban még a szemle idején megérkezett meglepetésfilmként A nagyváros mostohái is.

## Filmográfia
| Év   | Magyar cím                              | Eredeti cím                            | Feladatkör | Feladatkör | Feladatkör | Feladatkör | Megj.       |
| Év   | Magyar cím                              | Eredeti cím                            | Rendező    | Író        | Látvány.   | Producer   | Megj.       |
| ---- | --------------------------------------- | -------------------------------------- | ---------- | ---------- | ---------- | ---------- | ----------- |
| 1919 | A csempészkirály                        | A csempészkirály                       | Nem        | Nem        | Igen       | Nem        | [ 12 ]      |
| 1919 | Az ősasszony                            | Az ősasszony                           | Nem        | Nem        | Igen       | Nem        | [ 12 ]      |
| 1919 | Liliom                                  | Liliom                                 | Nem        | Nem        | Igen       | Nem        | [ 13 ]      |
| 1920 | Tláni, az elvarázsolt hercegasszony     | Tláni, az elvarázsolt hercegasszony    | Nem        | Nem        | Igen       | Nem        | [ 12 ]      |
| 1920 | O'Hara                                  | O'Hara                                 | Nem        | Nem        | Igen       | Nem        | [ 14 ]      |
| 1920 | Pán                                     | Pán                                    | Igen       | Igen       | Nem        | Nem        |             |
| 1920 | Újraélők                                | Újraélők                               | Igen       | Nem        | Nem        | Nem        |             |
| 1920 | Fekete kapitány                         | Fekete kapitány                        | Igen       | Nem        | Nem        | Nem        |             |
| 1920 | Jóslat                                  | Jóslat                                 | Igen       | Nem        | Nem        | Nem        |             |
| 1921 | Lidércnyomás                            | Lidércnyomás                           | Igen       | Igen       | Nem        | Nem        |             |
| 1921 | Arsène Lupin utolsó kalandja            | Arsène Lupin utolsó kalandja           | Igen       | Nem        | Nem        | Nem        |             |
| 1921 | Pique Dame / Pikk Dáma                  | Pique Dame / Pikk Dáma                 | Igen       | Nem        | Igen       | Igen       |             |
| 1922 | Szenzáció                               | Szenzáció                              | Igen       | Nem        | Nem        | Nem        |             |
| 1923 | Egri csillagok                          | Egri csillagok                         | Igen       | Igen       | Nem        | Nem        | [ 15 ]      |
| 1928 | Az utolsó pillanat                      | The Last Moment                        | Igen       | Igen       | Nem        | Nem        | filmvágó is |
| 1928 | A nagyváros mostohái                    | Lonesome                               | Igen       | Nem        | Nem        | Nem        |             |
| 1929 | Az utolsó előadás / Féltékenység        | The Last Performance                   | Igen       | Nem        | Nem        | Nem        |             |
| 1929 | Mámor és bűn                            | Broadway                               | Igen       | Nem        | Nem        | Nem        |             |
| 1930 |                                         | Captain of the Guard                   | Igen       | Nem        | Nem        | Nem        | [ 16 ]      |
| 1931 | A nagy ház                              | Révolte dans la prison (The Big House) | Igen       | Igen       | Nem        | Nem        | [ 17 ]      |
| 1931 | Emberek a rács mögött / Szerelmes ördög | Menschen hinter Gittern                | Igen       | Nem        | Nem        | Nem        | [ 18 ]      |
| 1931 | Szerelem amerikai módra                 | L'amour à l'américaine                 | Igen       | Igen       | Nem        | Nem        | [ 19 ]      |
| 1932 |                                         | Fantômas                               | Igen       | Igen       | Nem        | Nem        |             |
| 1932 | Tavaszi zápor                           | Tavaszi zápor                          | Igen       | Igen       | Nem        | Nem        | [ 20 ]      |
| 1933 | Ítél a Balaton                          | Ítél a Balaton                         | Igen       | Igen       | Nem        | Nem        |             |
| 1933 | Mégis szép az élet / Napsugár           | Mégis szép az élet / Napsugár          | Igen       | Igen       | Nem        | Igen       |             |
| 1933 | Tavaszi hangok                          | Frühlingsstimmen                       | Igen       | Nem        | Nem        | Nem        |             |
| 1933 | Őrizd meg mosolyod                      | Gardez le sourire                      | Igen       | Igen       | Nem        | Nem        |             |
| 1934 | A milliók menekülése                    | Flugten fra millionerne                | Igen       | Igen       | Nem        | Nem        |             |
| 1935 | Az arany mosolya                        | Det gyldne smil                        | Igen       | Igen       | Nem        | Nem        |             |
| 1935 | Az 1. számú fogoly                      | Fange nr. 1                            | Igen       | Nem        | Nem        | Nem        |             |
| 1936 |                                         | Svarta horisonter                      | Igen       | Nem        | Nem        | Nem        | doku.       |
| 1939 | Egy marék rizs                          | Man och kvinna                         | Igen       | Nem        | Nem        | Nem        |             |
| 1941 |                                         | Yagua                                  | Igen       | Nem        | Nem        | Nem        |             |

## Művei

Mikófalvai passiójáték

- Ethnography of the Yagua (New York, 1943)
- Archeological Explorations in Cordillera Vilcabamba (New York, 1944)